# Le Seigneur de la Guerre de Mars
Le Seigneur de la Guerre de Mars (titre original : The Warlords of Mars) est un roman d'Edgar Rice Burroughs faisant partie du Cycle de Mars, également publié en français sous le titre Le guerrier de Mars. Il s'agit du troisième roman de la série, il suit Les Dieux de Mars et clôt le triptyque contenant les aventures essentielles de John Carter sur Barsoom, la Mars imaginaire créée par l'auteur, puisqu'il n'apparaitra plus que de manière anecdotique dans les autres livres du Cycle de Mars. Ainsi, Le Seigneur de la Guerre de Mars est suivi de Thuvia, vierge de Mars, dans lequel il ne sera qu'un personnage secondaire.
Le roman est initialement publié en épisodes dans All-Story Magazine à partir de décembre 1913, puis en un volume en 1919.
Dans ce troisième roman, Burroughs améliore encore le cocktail d'aventure et d'actions de ses romans en en complexifiant quelque peu la trame. Les rebondissement sont toujours là, parfois aussi peu vraisemblables que dans les précédents volumes, mais John Carter apparait moins comme un surhomme: moins monolithique, c'est souvent aux divers alliés qu'il rencontre qu'il doit de pouvoir avancer ou, parfois, de survivre, ce qui souligne encore ses qualités exceptionnelles.

## Résumé
Le récit commence alors que John Carter erre la nuit dans la vallée Dor. Cela fait six mois qu'après avoir détruit la fausse religion des therns, il a vu la porte du Temple du Soleil d'Issus se refermer pour un an sur Dejah Toris, son épouse, Phaidor, la fille de Matai Shang, Hekkador des therns, et Thuvia, princesse de Ptarth que Carter avait sauvée des griffes des therns.
Il surprend un rassemblement suspect et se rend compte qu'il s'agit justement de Matai Shang et d'un groupe de therns, avec Thurid, un dator (chef) des hommes noirs que Carter avait humilié dans Les Dieux de Mars. Soupçonnant quelque chose, il les suit sur la rivière Iss avec Woola, son fidèle calot, et découvre que Thurid a hérité de Issus, la fausse déesse tuée par son propre peuple, le moyen d'ouvrir le Temple du Soleil à tout moment.
Matai Shang et Thurid libèrent Phaidor, s'emparent de Deja Thoris et Thuvia, et fuient vers Kaol, une ville dirigée par le jeddak Kulan Tith et encore fidèle à l'ancienne religion. John Carter les poursuit en vaisseau volant, mais ils l'abattent et il s'écrase à la lisière de la forêt de Kaol, où il se fait aider par Torkar Bar, un dwar (lieutenant) qui protège la route de Kaol.
Maquillé en homme rouge, Carter réussit à pénétrer Kaol à l'occasion d'une attaque de martiens verts au cours de laquelle son habileté aux armes lui permet de se faire remarquer par le jeddak lui-même, auquel il se présente sous le nom de Dotar Sojat. Cependant, présenté à Matai Shang et Thurid, il est démasqué, mais au moment où il va être tué comme blasphémateur, il est sauvé in extremis par l'intervention du jeddak de Ptarth, Thuvan Dihn, ami de Kulan Tith et qui est en visite amicale avec sa suite dans Kaol.
Devant l'étonnement de Kulan Tith, Thuvan Dinh explique alors que d'abord horrifié par les blasphèmes qu'il avait entendu à l'époque de la chute des therns et des premier-nés, il avait ensuite entendu de la bouche même de therns les horreurs que subissaient les pèlerins et surtout, on lui a rapporté la façon dont sa fille, Thuvia, a été sauvée à plusieurs reprises par John Carter, au mépris de sa propre sécurité. Dès lors, il déclare que lui-même et Ptarth sont aux côtés de John Carter.
Kulan Tith, ébranlé par ce récit, propose de laisser partir John Carter, de telle façon que lui et Matai Shang puissent vider leur querelle plus tard, hors de Kaol, mais John Carter apprend alors aux deux jeddaks qu'il est en fait à la poursuite de Matai Shang pour libérer deux prisonnières : son épouse, Dejah Thoris, et la fille de Thuvan Dinh. Kulan Thit ordonne alors à Matai Shang d'amener devant lui les femmes arrivées avec lui. Matai Shang propose d'attendre le lever du jour, ce que tout le monde accepte, et il en profite pour s'échapper.
Effondré, les yeux dessillés, Kulan Tith offre toute l'aide de Kaol à John Carter et Thuvan Dinh, et leur indique que Matai Shang avait parlé d'une population encore liée à l'ancien culte des therns et qui vit très au nord. John Carter répare son vaisseau volant, et part en direction du nord avec Thuvan Dinh et Woola.
Alors qu'ils approchent du pôle nord, leur vaisseau s'écrase sur une falaise de glace et est définitivement détruit. Tandis qu'ils cherchent un passage, John Carter envoie Woola avec un message pour son fils, Carthoris. Ils trouvent un passage dans la falaise et aboutissent dans une vallée intérieure où ils tombent sur une petite bataille entre martiens jaunes au cours de laquelle ils sauvent Talu, prince de Marentina, une des cités du royaume d'Okar, royaume caché des hommes jaunes. Talu leur apprend qu'ils viennent de le sauver d'une tentative d'assassinat fomentée par son oncle, Salensus Oll, jeddak des jeddaks d'Okar. Marentina n'est plus fidèle à l'ancienne religion, et Talu s'oppose à la cruauté de son oncle et est fort populaire auprès des autres jeddaks, raison de la haine de Salensus Oll. Par ailleurs, ils apprennent que Tardos Mors et Mors Kajak, qui étaient partis à la recherche de John Carter dans Les Dieux de Mars, ont été capturés par Salensus Oll après que leurs vaisseaux volants aient été détruits par la flèche géante magnétique de la ville de Kadabra.
Invités à Marentina, John Carter et Thuvan Dinh se déguisent en homme jaunes, barbes comprises, et se rendent à la cour de Salensus Oll, à Kadabra. Démasqué, John Carter est soumis à la torture du Puits de l'Abondance où il est censé mourir de faim, ce qui permettra à Salensus Oll d'épouser Deja Thoris. Sauvé par un homme de Talu, John Carter libère les hommes rouges prisonniers et réussit à mettre hors d'usage l'aiguille magnétique, sauvant de ce fait la flotte aérienne d'Hélium qui approche. Tandis que Kadabra est attaquée par les hommes rouges, les tharks de Tars Tarkas et les hommes jaunes de Talu, Matai Shang et Thurid s'enfuient encore une fois en vaisseau volant.
John Carter, qui s'est accroché à une corde qui pend de l'avion, assiste alors à la conclusion de ses aventures: Thurid assassine Matai Shang, Phaidor venge son père en tuant Thurid, et se suicide en se jetant dans le vide, permettant à John Carter de ramener Deja Thoris au sol.
Revenus à Hélium, John Carter est honoré par l'ensemble des jeddaks du Barsoom connu en recevant le titre de jeddaks des jeddaks, Seigneur de la Guerre de Barsoom.

## Publications

### Version originale
- Titre : The Warlord of Mars
- Parution en magazine : The Warlord of Mars, "The All-Story", décembre 1913 à mars 1914
- Parution en livre : A.C.McClurg & Co., 1919

### Éditions françaises
- Le Guerrier de Mars, Traduction de Anne Villelaur, dessin de couverture de Philippe Druillet, Édition spéciale (1971)
- Le Guerrier de Mars, Traduction de Charles-Noël Martin, Albin Michel, Épées & Dragons (1988)  (ISBN 978-2-226-03229-4)
- Le Seigneur de la Guerre de Mars, in Le cycle de Mars 1, traduction de Charles-Noël Martin et Carole Devos, Lefrancq (1994)  (ISBN 978-2-87153-174-6) (volume réédité par la librairie Ananke en 2002  (ISBN 978-2-87418-076-7))